# Elizabetha princeps
Elizabetha princeps är en ärtväxtart som beskrevs av George Bentham. Elizabetha princeps ingår i släktet Elizabetha och familjen ärtväxter. Inga underarter finns listade i Catalogue of Life.